# Сварадж, Сушма
Сушма Сварадж (англ. Sushma Swaraj, хинди सुषमा स्वराज; 14 февраля 1952, военный городок Амбалы, Восточный Пенджаб — 6 августа 2019, Нью-Дели) — индийский политик, член Бхаратия джаната парти (БДП), министр иностранных дел в правительстве Нарендры Моди (2014—2019).

## Биография
Сушма Сварадж родилась в Харьяне, в брахманской семье. Её отец был видным деятелем Раштрия сваямсевак сангха (РСС) — индусской организации правого толка. Сушма Сварадж окончила Пенджабский университет в Чандигархе и начала работать в Верховном суде Индии. Во время учёбы она активно участвовала в связанном с РСС студенческом движении и в протестах против правительства Индиры Ганди. В 1977 году она была избрана в законодательную ассамблею штата Харьяна и занимала различные должности в региональном правительстве. В 1996 году она была избрана в Лок сабху, а после прихода к власти БДП получила должность министра информации в правительстве Ваджпаи. В октябре-декабре 1998 года Сушма Сварадж возглавляла правительство Дели. В 1999 году пыталась переизбраться в парламент, но проиграла борьбу Соне Ганди. В 2000 году была избрана в верхнюю палату парламента (Раджья сабха) от штата Уттар-Прадеш. В правительстве БДП вновь занимала должность министра информации, а в 2003—2004 годах — министра здравоохранения. В 2004 году возглавляемая БДП коалиция проиграла выборы Индийскому национальному конгрессу и правительство Ваджпаи было вынуждено уйти в отставку.
В 2009 году Сушма Сварадж была вновь избрана в Лок сабху и заняла пост лидера оппозиции в нижней палате парламента. После победы БДП на выборах в мае 2014 года она получила место министра иностранных дел в правительстве, став второй женщиной-главой внешнеполитического ведомства после Индиры Ганди.
6 августа 2019 года почувствовала проблемы с сердцем. Незадолго до смерти Сварадж была доставлена в Индийский институт медицинских наук из-за ухудшения состояния здоровья. В больницу её сопровождал министр здравоохранения страны Харш Вардхан. Умерла от остановки сердца. На следующий день была кремирована с государственными почестями в Дели.
Свои соболезнования выразили президент Индии Рам Натх Ковинд и премьер-министр страны Нарендра Моди, который назвал смерть Сушма Сварадж личной потерей.